# La Réunion (Lot-et-Garonne)
La Réunion é uma comuna francesa na região administrativa da Nova Aquitânia, no departamento de Lot-et-Garonne. Estende-se por uma área de 28,06 km². Em 2010 a comuna tinha 501 habitantes (densidade: 17,9 hab./km²).